# Enno Heeren Dirksen
Enno Heeren Dirksen (alemany: Enne Heeren Dirksen)  (Eilsum, 3 de gener de 1788 - París, 16 de juliol de 1850) fou un matemàtic alemany, conegut pels seus llibres de text i per haver estat el gran formador del departament de matemàtiques de la universitat de Berlin.

## Vida i Obra
Dirksen era fill d'una família de treballadors agraris; entre 1803 i 1807 va rebre classes de matemàtiques de Cornelius Voorn, que era professor a l'escola naval d'Emden. Després d'haver estat fent de professor per diverses escoles secundàries a Frísia Oriental, un col·lega seu, Jabbo Oltmanns, el va encoratjar perquè anés a la universitat a millorar els seus coneixements. Així, doncs, el 1817 Dirksen ingressa a la universitat de Göttingen; un dels seus professors és Gauss, a qui ajuda amb els càlculs de les òrbites de cometes i asteroids. Però els seus directors de tesi doctoral són Johann Tobias Mayer (fill de l'astrònom Tobias Mayer) i Bernhard Friedrich Thibaut. El 1820 llegeix la seva tesi doctoral.
El juliol del mateix any el ministeri prussià d'ensenyament el nomena professor extraordinari de la universitat de Berlin i quatre anys més tard professor titular. El 1825 és escollit membre de l'Acadèmia de Ciències de Berlin.

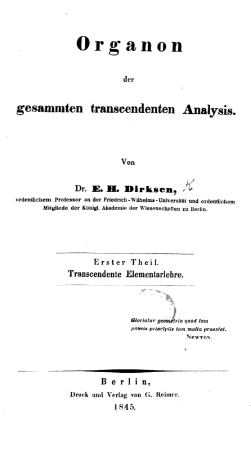
lOrganon de Dirksen, 1845.

Dirksen és el més ferm defensor a Alemanya de les innovacions en el càlcul dutes a terme per Cauchy a França. Va publicar diverses obres sobre anàlisi matemàtica, buscant sempre la millora en el rigor de les notacions i la lògica dels procediments. Entre elles cal destacar el Organon der gesamten transcendenten Analysis (Organon de tota l'anàlisi transcendental), de la que només va poder publicar la primera part el 1845. El llibre es dividia en tres parts que tractaven successivament de teoria algebraica de l'anàlisi, teoria transcendental de l'anàlisi i teoria analítica de les funcions.
També va tenir un paper principal en la conversió de la universitat de Berlín (que s'havia fundat el 1810) en un dels principals centres matemàtics del món: va dirigir més de 20 tesis doctorals, entre les que es poden destacar la de Jacobi, el 1825, i la d'Eduard Heine, el 1842, entre d'altres.
El 1849 es va retirar de l'ensenyament i, greument malalt, se'n va anar amb la seva dona a París on va morir l'any següent. Malgrat que Find a Grave diu que està enterrat al cementiri del seu poble natal, sembla que la seva sepultura es troba al cementiri de Montmartre.